# Tecno-pop
Tecno-pop (en España) o techno-pop fue el término que se utilizó en los años 80 para designar los temas de sonido synth-pop y electropop, que al fusionarse con otras escenas, dieron lugar a dos vertientes principales, una con influencias Dance-rock del movimiento new romantic y otra con influencias Eurodisco y Hi NRG.
El tecno-pop tiene sus propias tendencias estilísticas que lo hacen un subgénero propio del synthpop. Entre ellas el uso exclusivo de instrumentos electrónicos (hecho que llevaba a ser destacado ostentosamente en las carátulas de los discos), el empleo de ritmos mecánicos, arreglos vocales como contrapunto a la artificialidad de los sintetizadores y uso del ostinato en la composición.
Fue el inicio de las nuevas tecnologías, con una imagen juvenil de los grupos con sonido futurista siendo la evolución que daría paso a la música de baile electrónica.
Haciendo uso de sofisticadas vestimentas y nombres, siempre con connotaciones afrancesadas, Cabaret Voltaire, Depeche Mode y Visage, entre otros, ofrecieron un legado histórico y de incalculable valor creativo a las futuras generaciones de la cultura Techno, Pop y Dance.
Con el paso de los años el término fue cayendo en desuso, sobre todo para referirse a grupos posteriores, probablemente por su posible confusión con la música techno, y es común referirse retrospectivamente a esta etapa de la música como synth pop.
El estilo fue muy popular durante la primera mitad de la década de los 1980s, con ritmos alegres y marcados que , retrospectivamente, podrían ser considerados como otra fuente de inspiración de los incipientes Dance pop, House y Techno.

## Historia
Inicialmente no se usaba un nombre específico para el pop de sintetizadores y se usaban términos más generales como coldwave.
Paralelamente a esta corriente, se sumaron otras bandas que le añadieron un toque más "Pop" y comercial. Debido a esa mezcla de estilos, estética y comercialidad, las discográficas y los operadores radiofónicos comenzáron a definir a estas nuevas bandas dentro de las etiquetas: Electropop, Techno-Pop o Synth pop.
Este subgénero adquirió relevancia en 1981 tras los éxitos del año anterior de OMD(Orchestral Manoeuvres In The Dark) con "Enola Gay", B-Movie con  "Nowhere Girl" y de Robert Palmer con "John & Mary" y el uso del término se generalizó y se empleó para publicar discos de artistas internacionales del Synthpop, como The Human League, Devo o Ultravox, y para numerosos recopilatorios a los que encuadraron como tecno-pop, provocando algo de confusión.
En España aparecen Mecano, Tino Casal en solitario cambiándose al synthpop y Azul y Negro. Ese mismo año aparece Depeche Mode encuadrándose en el género durante su primera etapa.
Al año siguiente uno de sus excomponentes crea Yazoo y Berlin publica el álbum "Victim of pleasure". En España aparecen Ole ole y Vídeo.
Hacia 1984, se desarrolló el sistema MIDI, que permitió samplear sonidos permitiendo la evolución hacia el EBM, House, Techno y a un dance pop más evolucionado con Pet Shop Boys, Billy Ocean y las producciones de Stock, Aitken & Waterman. De todas formas, A-Ha aún consigue notoriedad con "Take on me" en 1985.
Posteriormente, a partir de finales de los 1980s, se empezó a divulgar mundialmente el uso de 'techno' (con 'h' intercalada) para referirse al Detroit techno y posteriormente al techno en general, que tenía que ver con el tecno-pop de los primeros años 80 el sonido sintético y oscuro. A pesar de esto, en Reino Unido reaparece una versión con elementos Pop rock con grupos como Elegant Machinery, When in Rome o Then Jericho, entre otros,, en Alemania Cetu Javu y en España, ya a principios de los 1990s, destacan Megabeat y OBK, entre otros.

## El Tecno-pop en España
El primero en usar el término tecno-pop en España fue Servando Carballar de Aviador Dro en 1980, cuando el desarrollo musical en España fructificó en la movida. 
Una serie de grupos comenzó a realizar temas con este tipo de música. Con mayor influencia eurodisco:
- Azul y Negro[13] "Me estoy volviendo loco", "Con los dedos de una mano", "Fumanchu", "The night" , "La torre de Madrid", etc.
- Tango? "Nunca volverás a bañarte en mi piscina"
- Iván "Fotonovela" y "Baila"
- Aviador Dro "Selector de frecuencias", "El color de tus ojos al bailar"
- Bíceps "Muñeco De Ficción"
- Cinemaspop (Carlos García-Vaso) "Zorba el griego"

y con mayor influencia dance-rock:
- Mecano "Hoy no me puedo levantar", "Me cole en una fiesta", "Maquillaje", etc.
- Tino Casal "Champú de huevo", "Pánico en el Edén", "Embrujada"
- Olé Olé[14][15] "No controles" , "Conspiración" y "Voy a mil"
- Alaska y Dinarama	"Perlas Ensangrentadas"
- Ana Curra "Una Noche Sin Ti"
- Vídeo[16][17] "La noche no es para mi", "La ventana" y "Víctimas del desamor"
- Betty Troupe[18] "El vinilo"
- Diseño "Juegos de amor"
- V Congreso "Rítmica es mi respiración"
- Arango "Eres una bruja"

Posteriormente, combinándose con Dance pop o Techno aparecieron en la primera mitad de los 1990's algunos grupos siguiendo una línea musical más synthpop:
- Megabeat "Balada para Jet Harrys", "Strange", "Es imposible no puede ser", "A picture of you", etc.
- OBK "Historias de amor", "Oculta realidad", "De que me sirve llorar"
- Viceversa "Ella"
- Ray "Amor", "Quiero verte"
- Santuario "No volverás"
- Havana "No smoking"
- Azul y Negro "Two pa ka"

OBK y Azul y Negro continuaron editando discos durante los 2000s y 2010s.